# Katharina Offel

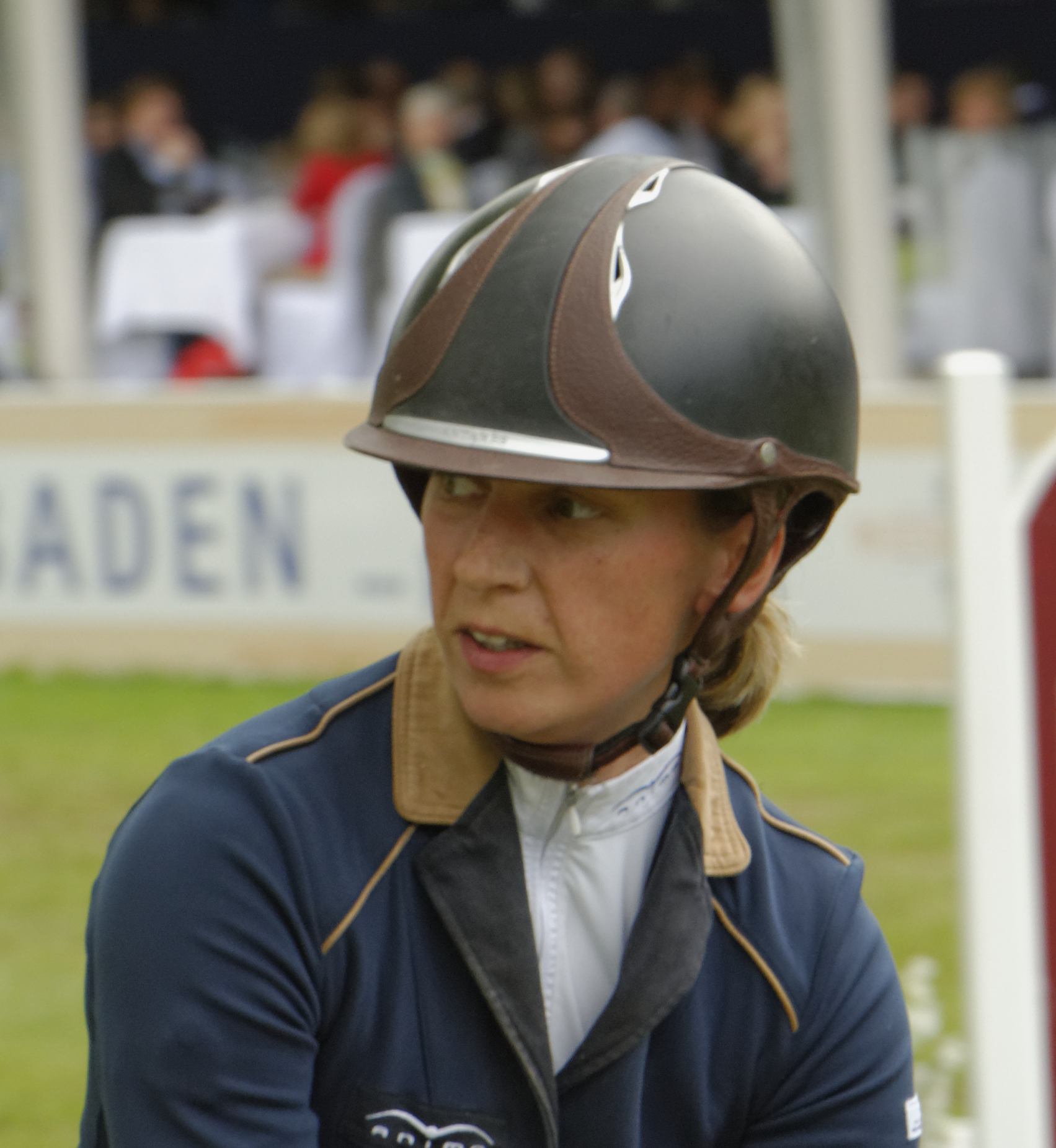
Katharina Offel beim Internationalen PfingstTurnier Wiesbaden 2013

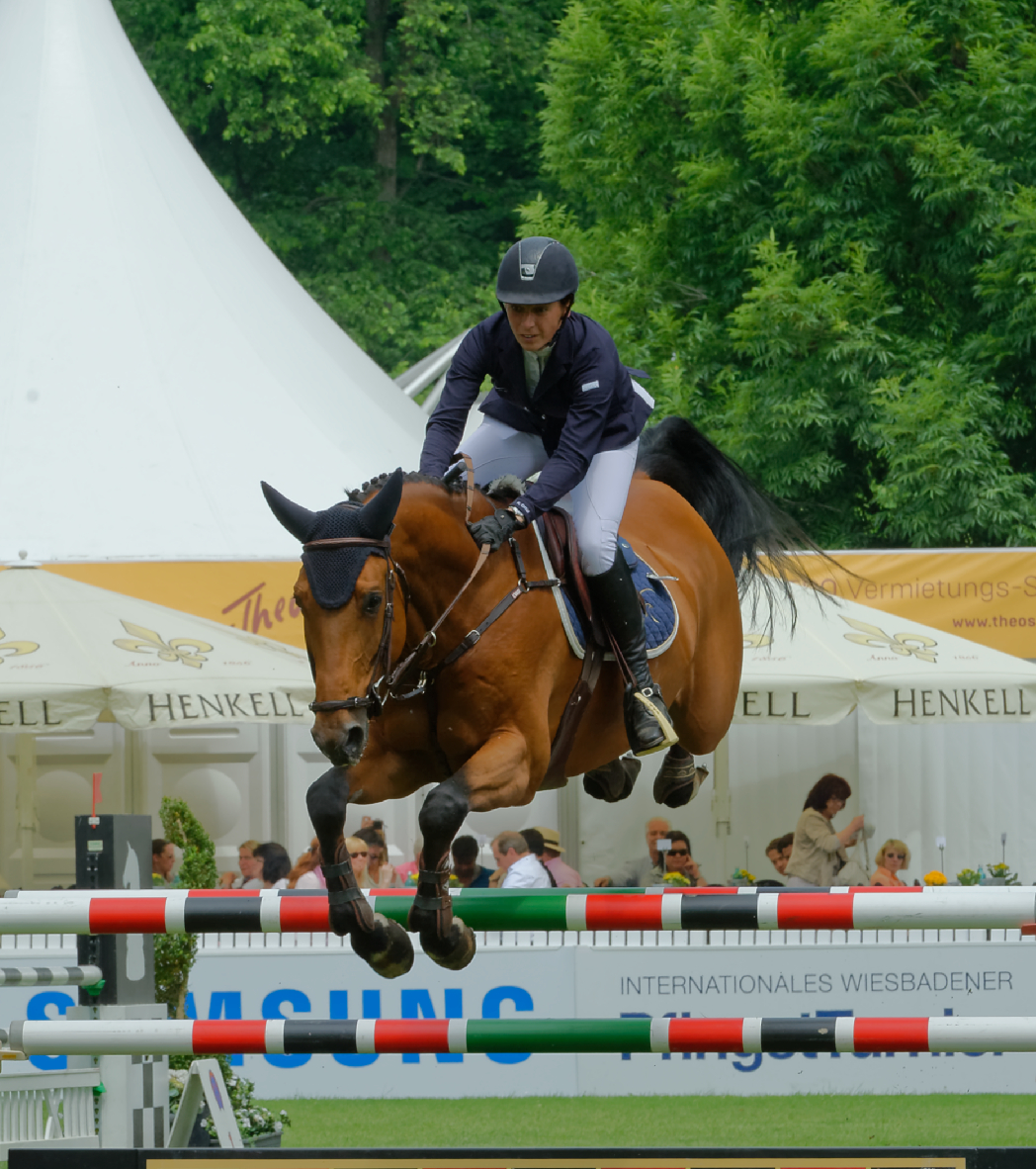
Katharina Offel auf Lord Larry 4 beim CSIYH* in Wiesbaden 2015

Katharina Offel (* 8. Dezember 1976 in Rosenheim) ist eine deutsche Springreiterin, die von 2005 bis Ende 2015 für die Ukraine ritt.

## Werdegang

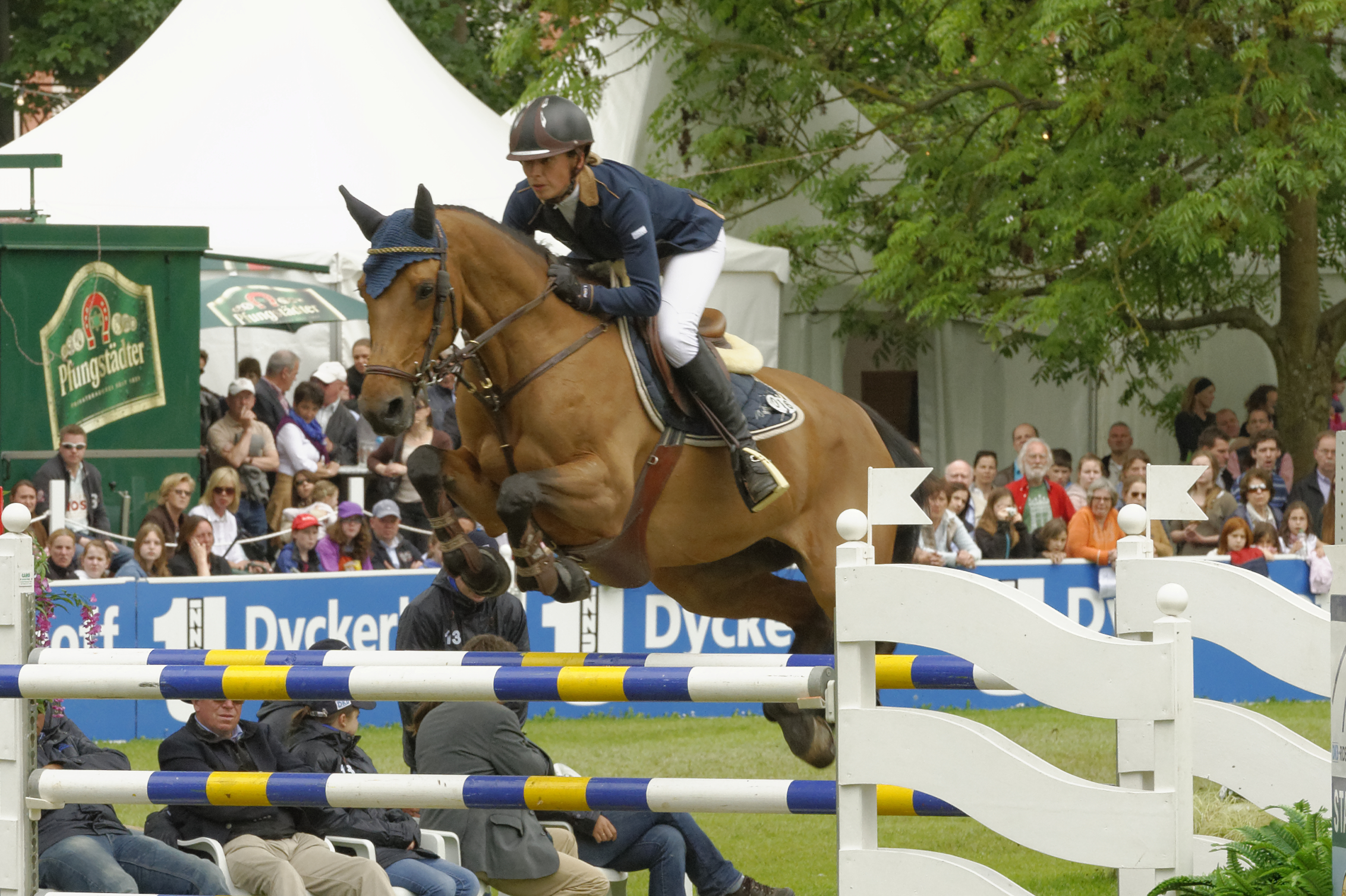
Katharina Offel mit B-Once Z beim Internationalen Pfingstturnier Wiesbaden 2013

Katharina Offel, die in Buchloe aufgewachsen ist, hatte schon früh Kontakt zu Pferden. Seit ihrem achten Lebensjahr investierte sie viel Zeit in die Reiterei und schon bald folgten die ersten Erfolge im Springen und in der Vielseitigkeit bis zur Klasse M. 1992 begann Katharina Offel im Turnierstall der Moksel AG zu reiten, dessen Chef zu dieser Zeit Ludger Beerbaum war. Mit dem ihr zur Verfügung gestellten Stroke of Luck gewann sie die ersten schweren Springen. 1996 machte sie Abitur und wurde Bereiterin in einem Privatstall in der Nähe von Augsburg. Ab 1998 lebte und arbeitete sie in einem Ausbildungs- und Handelsstall in Lohmar. 2003 startete sie zusammen mit Clare Bronfman, Debby Winkler, Inken Johannsen, Iris Bayer und Eva Bitter im Ambiente Amazonenteam in der internationalen Riders Tour.
2004 wurde sie Deutsche Meisterin der Springreiterinnen auf A la Ballerina.
Ab April 2005 startete sie bei Turnieren für die Ukraine. Den wahrscheinlich größten Erfolg ihrer Karriere feierte sie bei den Weltreiterspielen 2006 in Aachen, als sie mit der ukrainischen Mannschaft den vierten Platz belegte. Damit qualifizierte sich das ukrainische Team überraschend für die Olympischen Reiterwettbewerbe 2008. Ende 2007 / Anfang 2008 nahm sie während ihrer Schwangerschaft eine Auszeit, nach der Geburt ihres Sohnes kehrte sie dann in den aktiven Sport zurück.
Bei der Olympiaqualifikation für Mittel- und Osteuropa, Asien und Ozeanien im Rahmen des CHIO Aachen 2011 war Katharina Offel beste Reiterin in der Einzelwertung. Zudem gewann sie mit dem ukrainischen Team hier die Nationenwertung, womit sich die Ukraine für die Olympischen Sommerspiele qualifizierte. In der zweiten Jahreshälfte 2011 entzog Oleksandr Onischtschenko Offel die bisher zur Verfügung gestellten Pferde. Ab März des Olympiajahres 2012 hatte Katharina Offel wieder Pferde von Onischtschenko in Beritt, er trat jedoch nicht mehr als ihr Sponsor auf.
Im September 2013 zog Offel nach Wipperfürth, wo sie selbstständig tätig war. Zu Jahresbeginn 2015 bezog sie eine größere Reitanlage im niederländischen Guttecoven. Im Herbst 2017 wurde erneut der Standort gewechselt, Offel bezog eine Reitanlage in Bemelen, wenige Kilometer vor Maastricht entfernt.
Fast zweieinhalb Jahre nach ihrem Nationenwechsel bestritt Offel im Mai 2018 wieder einen Nationenpreis für Deutschland.
Im März 2013 befand sie sich auf Rang 36 der Weltrangliste der FEI.

## Erfolge
2001

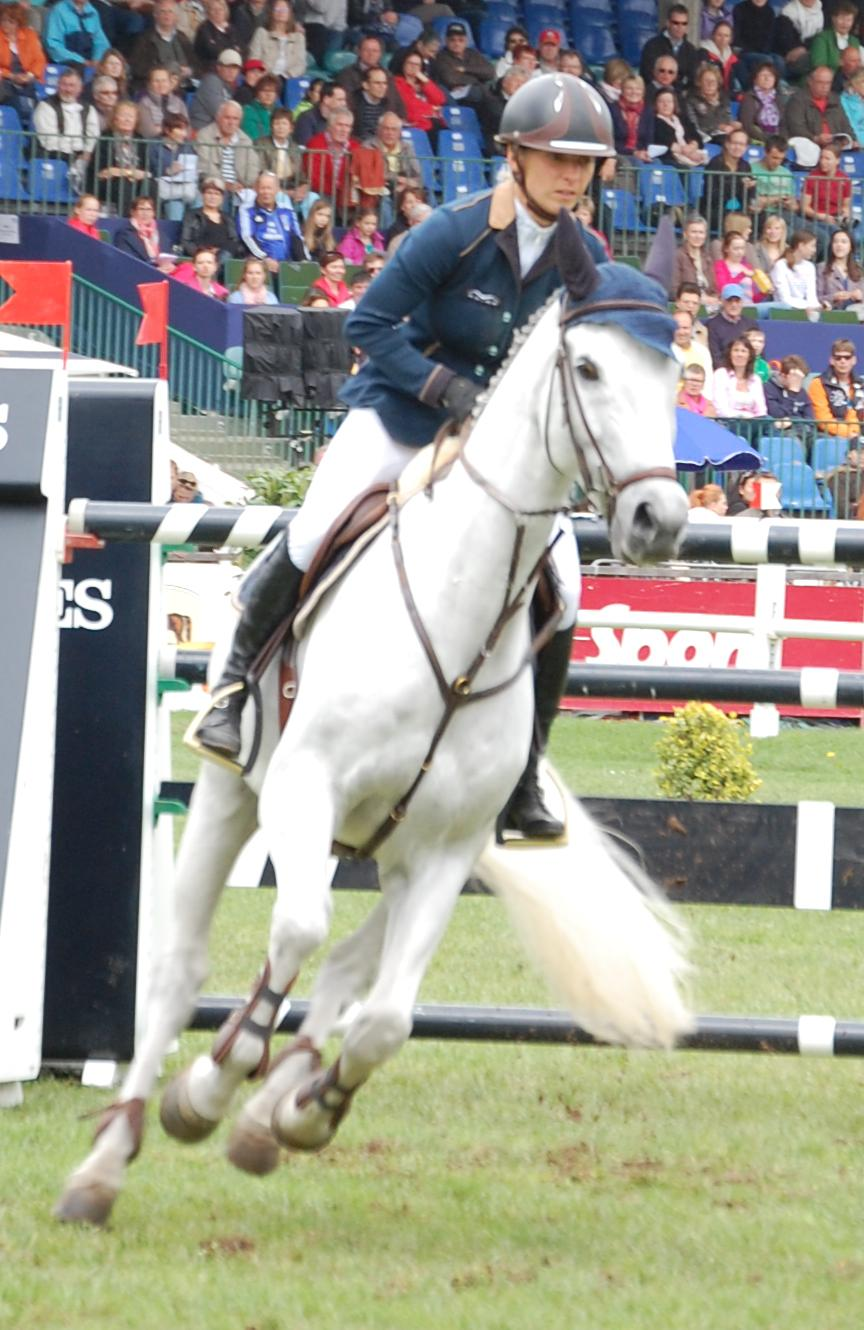
Katharina Offel mit Charlie, CSI 5* Hamburg 2013

- Bronzemedaille bei den Deutschen Meisterschaften in Münster
- Sieg im Düsseldorf-Masters und 3. Platz im Großen Preis von Düsseldorf (mit Divine) beim CSI-A, 2. Platz beim Lady-German-Master in Stuttgart, 3. Platz im Großen Preis von Moskau Divine
- Siege mit der deutschen Mannschaft bei den Nationenpreisen in Budapest und Bratislava mit Granie

2002
- Bronzemedaille bei den Deutschen Meisterschaften mit Divine
- Sieg im Großen Preis von Gahlen, 2. Platz im Championat von Bremen und 4. Platz mit der deutschen Mannschaft beim Nationenpreis des CSIO La Baule mit Divine

2004
- Goldmedaille bei den Deutschen Meisterschaften in Balve mit A la Ballerina
- 2. Platz im Championat von Mannheim mit Landbaron, 2. Platz im Championat von Aach (CSI 4*) mit Landbaron, 1. Platz im Championat von München mit Landbaron

2005
- 16. Platz in der Einzelwertung der Europameisterschaften in San Patrignano mit Nike
- 2. Platz im Großen Preis von Valkenswaard (CSI 5*) mit Nike
- Sieg beim Großen Preis des Weltcupturniers in Kiev mit Ginster Noir, 2. Platz im Großen Preis von Mannheim mit Nike

2006
- 4. Platz in der Mannschaftswertung Weltreiterspiele Aachen mit Atlanta für die Ukraine
- 22. Platz in der Einzelwertung der Weltreiterspiele Aachen mit Atlanta
- Sieg im Großen Preis von Redefin (CSI 3*) mit Lord Spezi, Sieg im Mannheimer Derby mit Ghiorsal, 2. Platz im Großen Preis von Spangenberg (CSI 3*) mit Atlanta, 2. Platz im Großen Preis von Affalterbach (CSI 3*) mit Lou Bega, 3. Platz im Nationenpreis Lummen (CSIO 5*) mit Atlanta

2007
- 17. Platz in der Einzelwertung der Europameisterschaften in Mannheim mit Lord Spezi
- Sieg im Großen Preis und Championat von Neustadt-Dosse (CSI 2*) mit Julot Trefle, 2. Platz mit der Mannschaft beim Nationenpreis Kopenhagen (CSIO 4*) mit Lord Spezi, 2. Platz im Großen Preis von Pforzheim (CSI 3*) mit Lou Bega

2008
- 62. Platz in der Einzelwertung der Olympischen Spiele von Peking (Reiterwettbewerbe in Hong Kong) mit Lord Spezi
- 3. Platz im Großen Preis von Spangenberg (CSI 3*) mit Lord Spezi, 2. Platz im Großen Preis von Porto (CSI 4*) mit Lord Spezi

2009
- 2. Platz im Großen Preis von Pforzheim (CSI 3*) mit Tico, 2. Platz in der Weltcup-Wertungsprüfung von Moskau (CSI 3*-W) mit Uno

2010
- 4. Platz im Großen Preis von Neustadt/Dosse (CSI 2*) mit Uno, 1. Platz im Großen Preis von Bremen und 3. Platz in der Euroclassics-Gesamtwertung Bremen (CSI 4*) mit Uno, 3. Platz im Großen Preis der zweiten Woche der Toscana Tour (Arezzo, CSI 3*) mit La Bomba, 2. Platz im Großen Preis von Maria Wörth (CSI 3*) mit La Bomba, 1. Platz im Großen Preis von Donezk (CSI 4*) mit Uno

2011
- 1. Platz im Großen Preis der ersten Woche der Toscana Tour (Arezzo, CSI 3*) mit Cathleen, 1. Platz in der Olympiaqualifikation in Aachen (CSI 2*) mit Vivant, 1. Platz im Großen Preis von Barcelona (CSIO 5*) mit Sanctos van het Gravenhof, 2. Platz im Großen Preis von Hannover (CSI 3*, Riders-Tour-Wertungsprüfung) mit Cathleen, 2. Platz im Weltcupspringen von Lyon (CSI 5*-W) mit Cathleen
- mit der ukrainischen Mannschaft: 1. Platz im Nationenpreis von Sopot (CSIO 3*) mit Vivant, 1. Platz im Olympiaqualifikations-Nationenpreis in Aachen (CSI 2*) mit Vivant, 3. Platz im Nationenpreis von Barcelona (CSIO 5*) mit Vivant

2012
- 3. Platz im Großen Preis von Neeroeteren (CSI 2*) mit Quickstep D, 1. Platz im Großen Preis von Paris-Grand Palais (CSI 5*) mit Cathleen, 3. Platz im Großen Preis der Abschlusswoche der Toscana Tour (CSI 3* Arezzo) mit Nobylis, 1. Platz im Großen Preis von Abu Dhabi (CSI 5* GCT) mit Fidji Island
- mit der ukrainischen Mannschaft: 1. Platz im Nationenpreis von Linz (CSIO 4*) mit Vivant, 1. Platz im Nationenpreis von Drammen (CSIO 4*) mit Vivant

2013
- 3. Platz im Großen Preis der ersten Woche der Sunshine Tour (CSI 3* Arezzo) mit Cathleen, 3. Platz bei der Riders Tour-Wertungsprüfung von Wiesbaden (CSI 5*) mit Charlie
- mit der ukrainischen Mannschaft: 1. Platz im Nationenpreis von Rom (CSIO 5*) mit Pour Le Poussage

2014
- 2. Platz im Großen Preis von Hongkong (CSI 5*) mit Charlie, 3. Platz im Großen Preis von Paris-Grand Palais (CSI 5*) mit Lacontino

2015
- 1. Platz im Großen Preis des CSI 2* in Lanaken-Zangersheide mit Air Chin Z, 3. Platz im Großen Preis eines CSI 3* in Lanaken-Zangersheide mit Air Chin Z, 3. Platz im Ladies Cup Grand Prix von Eschweiler (CSIL 1*) mit Sky Fly, 1. Platz im Großen Preis von Bonheiden (CSI 3*) mit Zipper, 3. Platz im Großen Preis des CSIO Mannheim (CSIO 5*) mit Zipper

2016
- 1. Platz im Großen Preis der vierten Woche der Sunshine Tour (CSI 3* Vejer de la Frontera) mit Umeunig, 1. Platz im Großen Preis eines CSI 3* in Opglabbeek mit Umeunig

2017
- 3. Platz im Großen Preis eines CSI 2* in Roosendaal mit Elien

2018
- 1. Platz in den Großen Preisen von zwei CSI 2* in Oliva mit Elien und Amarit d'Amour
- mit der deutschen Mannschaft: 5. Platz im Nationenpreis von Linz (CSIO 3*) mit Elien
- 3. Platz im Großen Preis eines CSI 3* in Opglabbeek mit Elien
- 3. Platz im Großen Preis eines CSI 4* in Šamorín mit Leasure Z

2019
- 1. Platz im Großen Preis eines CSI 2* in Bonheiden mit Elien
- 2. Platz im Großen Preis eines CSI 2* in Oliva mit Elien

2020
- 1. Platz im Großen Preis eines CSI 2* in Eschweiler mit Quintair
- 3. Platz im Großen Preis eines CSI 2* in Oliva mit Chaning Tatum

2021
- Bronzemedaille in der Damenwertung der Deutschen Meisterschaften in Balve mit Hearst[11]

(Stand: 6. Juni 2021)

## Pferde

### Aktuelle
- Cornet's Pezi (* 2015), brauner OS-Wallach, Vater: Cornet Obolensky, Muttervater: Lord Pezi
- Kankan Z (* 2016), braune Zangersheider Stute, Vater: Kannan, Muttervater: Libero H
- Baloutina HB (* 2017), braune Hannoveraner Stute, Vater: Balou du Rouet, Muttervater: Stakkato
- Mapraline (* 2017), KWPN-Fuchsstute, Vater: Zambesi TN, Muttervater: Landor S

### Ehemalige Turnierpferde
- A la Ballerina (* 1995), braune Westfalen-Stute, Vater: Aldatus Z, Muttervater: Bariton, ab dem Jahr 2007 von Italiener Marcello Carraro geritten[14]
- Atlanta 325 (* 1995; † 2009), braune Oldenburger Stute, Vater: Almeo, Muttervater: Weltmeister; 2008 von Christoph Brüse geritten, ab 2009 von Romain Duguet geritten[15]
- Cathleen 28 (* 2002), Westfale braune Stute, Vater: Cordobes I, Muttervater: Ramiro's Son I; bis 2014, später unter anderem von Tobias Meyer geritten[16]
- Charlie (* 2003), Westfale Schimmelwallach, Vater: Cornet Obolensky, Muttervater: Potsdam; ab 2016 von Samantha Kasowitz geritten[17]
- Fidji Island (* 2001), Hannoveraner Fuchsstute, Vater: For Feeling, Muttervater: Wanderer; bis zum Sommer 2011 von Timo Beck geritten, ab 2014 unter anderem von Oliver Lazarus geritten[18]
- La Bomba 3 (* 2000), Bayer dunkelbraune Stute, Vater: Lauritz, Muttervater: Mentor, Anfang 2011 von Sergio Alvarez Moya geritten, ab Juni 2011 von Björn Nagel geritten[19][20]
- Lord Spezi (* 1998), dunkelbrauner Oldenburger Wallach, Vater: Lord Pezi, Muttervater: Grandeur; Anfang 2010 von Jorge Mario Zamudio geritten, ab Ende 2010 von Margie Goldstein-Engle geritten[21]
- Tico 15 (* 2000), brauner KWPN-Wallach, Vater: Numero Uno, Muttervater: Celano[22]
- Uno (* 2001), brauner KWPN-Wallach, Vater: Fuego du Prelet, Muttervater: Power, bis 2009 von Jean-Claude Van Geenberghe geritten, nach dessen Tod von Katharina Offel übernommen, ab 2011 unter anderem von Sergio Álvarez Moya und Björn Nagel geritten[23][20]
- Vivant (* 1998), brauner BWP-Hengst, Vater: Fuego de Prelet, Muttervater: Landino; bis 2010 von Chris Chugg geritten, zwischenzeitlich auch von Oleksandr Onischtschenko geritten, ab 2013 von Cassio Rivetti geritten[24][25]
- Hello Sanctos (* 2002, ging zuvor unter dem Namen Sanctos van het Gravenhof im Sport), brauner Belgischer Sportpferde-Wallach, Vater: Quasimodo van de Molendreef, Muttervater: Nabab de Reve; zuvor von Peter Wylde, Koen Vereecke, Alexander Kumps und Willem Greve geritten, zuletzt im Oktober 2019 von Scott Brash im internationalen Sport eingesetzt
- Elien (* 2009), braune KWPN-Stute, Vater: Carambole, Muttervater: Mermus R[26], seit Januar 2024 von Francis Derwin geritten